# Ella (Rockmusikerin)

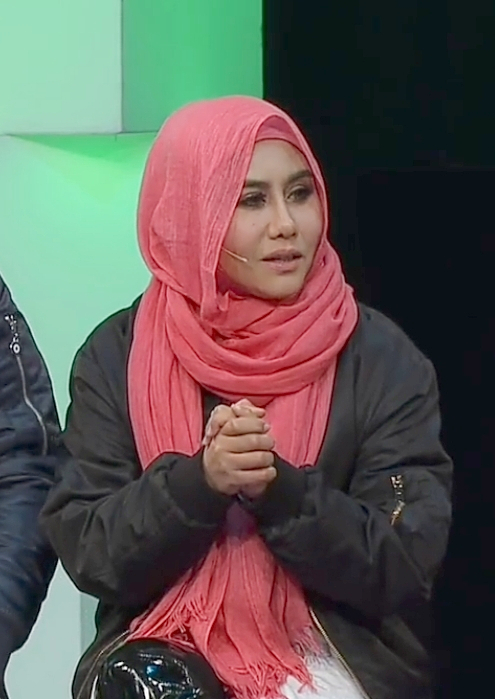
Ella, 2016

Ella (* 31. Juli 1966 in Gelugor; eigentlich Norzila binti Haji Aminuddin) ist eine malaysische Rockmusikerin. Ella ist muslimische Malaiin, singt in malaiischer Sprache und trägt in Malaysia den Beinamen Ratu Rock, die Königin der Rockmusik.

## Leben
Ella wurde in Gelugor auf der Insel Penang geboren und wuchs im Klang-Tal (Großraum Kuala Lumpur) im Bundesstaat Selangor auf. Bereits als Schülerin trat sie häufig auf Schulveranstaltungen als Sängerin auf. Sie absolvierte die Tunku Ampuan Rahimah Mädchenschule im Klang-Tal und begann im Großraum Kuala Lumpur in Lounges und Clubs aufzutreten. Dabei traf sie ihre spätere Band The Boys, mit der sie die Gruppe Ella & The Boys formierte.
Nach drei erfolgreichen Jahren mit Ella & The Boys beschloss sie, eine Solo-Karriere anzustreben. Ihr erstes Album Penmegis Cinta wurde unmittelbar ein Platin-Album in Malaysia. 1992 wurde sie von EMI Malaysia unter Vertrag genommen. Nach weiteren Erfolgen ging sie 1994 in die Vereinigten Staaten, wo sie ihr Album ELLA USA aufnahm. Dieses Album wurde mit 350.000 Exemplaren das meistverkaufte Album einer weiblichen Künstlerin in Malaysia.
1998 wurde sie ausgewählt, mit Standing In The Eyes Of The World den Titelsong der Commonwealth Games in Malaysia zu singen. Dieses Lied ist auf einem gleichnamigen Album enthalten. 1999 produzierte sie mit Unterstützung von Slash und Guns N’ Roses ihr neuntes Album.
Weitere erfolgreiche Alben folgten.
Ella betätigt sich auch als Unternehmerin. So gründete sie unter anderem die Ella’s Production, die Ella Inc's Sdn Bhd (GmbH) und die Syarikat Ombak Warna Sdn Bhd. Heute vertreibt sie vor allem unter ihrem Künstlernamen ELLA Kosmetikprodukte.

## Bedeutung
Ella ist muslimische Malaiin, singt in malaiischer Sprache, tritt in „westlicher“ Kleidung auf und erreicht auch chinesische und indische Malaysier. Sie ist erfolgreiche Unternehmerin. Damit ist sie für die malaysische Jugend eine wichtige Identifikationsfigur. Nicht zuletzt deswegen wehrte sie sich heftig gegen ein 2007 im Internet kursierendes Video, das zwei Frauen zeigte, die ihr und ihrer Schwester ähnlich sehen, während ein Paar im Hintergrund Sex miteinander hatte.

## Diskografie

### Alben
- 1985 – The Battle Of The Bands 1 (Ella & The Boys)
- 1986 – The Battle Of The Bands 2 (Ella & The Boys)
- 1986 – Ella & The Boys 1
- 1987 – Ella & The Boys 2
- 1988 – Pengemis Cinta (Platin)
- 1989 – Puteri Kota (Platin)
- 1989 – Sembilu
- 1990 – Identiti (Platin)
- 1990 – Unggul
- 1991 – Mendung Tidak Bererti Hujan
- 1991 – Kesal
- 1991 – Ella Mood (Malaysias erstes Videoalbum)
- 1992 – 30110
- 1993 – Ella 'Sebuah Rockumentari' (Ellas zweites Videoalbum)
- 1994 – Ella USA (mehr als 300.000 mal verkauft)
- 1995 – 8494 (Kompilation)
- 1996 – Demi (Kompilation)
- 1997 – Jalan Ke Sisi Mu
- 1998 – Standing In The Eyes Of The World (offizielles Titellied der Commonwealth Games von 1998)
- 1999 – El
- 2000 – Baldu Biru (Kompilation – Duett mit Awie)
- 2000 – Diva Metal-Ella
- 2001 – Ilham Bicara
- 2003 – Simbiosis
- 2005 – A Journey Beyond (Kompilation)
- 2005 – Ratu Rock (Kompilation)
- 2006 – Urban Strike
- 2007 – Rama Rama
- 2009 – Greatest Hits

### Singles
- Jalan Ke Sisimu
- Bayangan
- Pedih
- Cekal
- Cerah Kembali
- I.S.A (Ikut Suka Aku)
- Rindu Padamu
- Malam Ini
- Cinta Pertama
- Terpaku
- Sembilu – G2 Only
- Layar Impian
- Kita Lah Bintang
- Kabus & Sirna
- Penjara Misteri
- 12 Purnama
- Bendera Damai
- Justeru
- Bolero
- Mat Kental
- Cinta Selembut Sutera
- P.P.P.
- Menanti
- Mungkin
- Aku Kau Dia
- Risau
- Esok Lusa Selamanya
- Ala Amerika
- Penawar
- Nuri
- Itulah Saya
- Rindu
- Gemilang
- Pengemis Cinta
- Standing In The Eyes Of The World
- Dua Insan Bercinta – duet with Amy
- Simbiosis
- Hanya Pada Kamu
- Terima Kasih
- Jauh
- Ulek Mayang
- Pesona
- Sayup-sayup
- Luka Terbisa
- Kabus
- Ibu
- Kau Saja Yang Tahu
- Dunia Batinku – Duett mit der Rockband Spider
- Belenggu
- Rama Rama
- Aku Tak Tahu
- Percaya Diriku (OST Gol Dan Gincu)
- Teruja (OST Gol dan Gincu)
- Puisi Hamba
- Jiwa Setia
- Mencari

## Filmografie
- 1990: Bayangan Maut
- 1992: Pemburu Bayang
- 1997: Hanya Kawan